# Kurt Badt

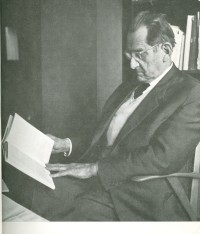
Kurt Badt an seinem Schreibtisch, (Reproduktion aus Martin Gosebruch, Lorenz Dittmann: Argo. Festschrift für Kurt Badt zu seinem 80. Geburtstag, Köln 1970)

Kurt Badt (* 3. März 1890 in Berlin; † 22. November 1973 in Überlingen) war ein deutscher Kunsthistoriker. Er löste einen lebhaften Disput über Grundprobleme des Kunstverständnisses und der Methodik kunsthistorischer Forschung aus, obwohl er ein Außenseiter der kunstgeschichtlichen akademischen Zunft war.

## Leben

### Familie und Ausbildung
Als Sohn einer wohlhabenden Bankiersfamilie wird Kurt Badt 1890 in Berlin geboren; sein Vater Leopold Badt (1858–1929) lässt ihm und seinen Geschwistern eine umfassende kulturelle Bildung angedeihen und gibt ihnen alle Möglichkeiten, sich mit Kunst zu beschäftigen.

Badt besucht das Berlin-Charlottenburg Reformgymnasium; von 1909 bis 1914 studiert er Kunstgeschichte und Philosophie in Berlin, München und Freiburg, wo er 1913 von Wilhelm Vöge mit einer Dissertation über den Renaissancemaler Andrea Solario promoviert wurde.
1914 nimmt Badt am Ersten Weltkrieg teil. In 1913 hatte er Ella Charlotte, geb. Wollheim, geheiratet; mit ihr hat er zwei Kinder, Totta (* 1915) und Pia Maria Anna (* 1922).

### Privatgelehrter
Seit 1924 lebt Badt dauerhaft als Privatgelehrter in Bodman-Ludwigshafen am Bodensee und widmet sich als Künstler und Privatgelehrter vornehmlich der Philosophie (einschließlich der Ästhetik) Hegels, Diltheys, Heideggers und Wittgensteins, mit dem er befreundet war. 1932 erwirbt er das Obstgut „Rimpertsweiler“ in der Gemarkung „Oberstenweiler“ (unweit von Salem), das er zusammen mit seiner Frau bewirtschaftete. Als er nach 1933 München zieht, hat sich das Ehepaar getrennt.

### Emigration, Zweite Heirat
Mit dem Aufstieg des Nazi-Regimes zieht Kurt Badt 1937 nach München, um dort in der Anonymität der Judenverfolgung zu entgehen. Zwar ist er römisch-katholisch, doch muss er schließlich bei Ausbruch des Zweiten Weltkriegs aufgrund seiner jüdischen Wurzeln Deutschland verlassen und emigriert 1939 nach London, wo er weiterhin ohne feste Anstellung vorwiegend im Warburg Institute tätig ist und das Material für die Publikationen sammelt, die er nach seiner Rückkehr in rascher Folge herausbringen wird.
1958 heiratet Badt die Schwester des Kunstpsychologen und Filmtheoretikers Rudolf Arnheim, Helen („Leni“) Arnheim (1906–1973).

### Rückkehr nach Überlingen, Lebensende
1952 kehrt Badt an den Bodensee, nach Überlingen zurück. Dem Nicht-Habilitierten ermöglicht das restaurative Wissenschaftssystem der 1950er-Jahre auch nun keine universitäre Wirksamkeit; derweil ist er Mitglied der Künstlervereinigung Der Kreis.
1973 suizidiert sich Kurt Badt im Alter von 83 Jahren zusammen mit seiner zweiten Frau.

## Rehabilitation
Erst 1968 laden ihn die Literaturwissenschaftler um Hans Robert Jauss an die neu gegründete Universität Konstanz zu Gastvorlesungen ein. Obwohl seine Kunstauffassung in einem herausfordernden Gegensatz zur dort betriebenen Wirkungsforschung (Rezeptionsästhetik) steht, erhält der 80-jährige 1970 eine Honorarprofessur.

## Wirken
Da Badt anfangs auch als Maler und Plastiker tätig ist, konzentriert er sich auch in seiner kunstwissenschaftlichen Arbeit auf den einzelnen Künstler und sein spezifisches Verhältnis zur Welt, das in seinen Werken sichtbar wird.
Dabei beschäftigt sich Badt vorwiegend mit der Farbe, ihrer inhaltlichen Bedeutung und dem konkreten Erscheinen von Räumen. Er behandelt die italienische (z. B. Andrea Solario, Paolo Veronese), zeitgenössische (darunter Wilhelm Lehmbruck), aber auch französische Kunst, z. B. Nicolas Poussin, Eugène Delacroix, Paul Cézanne und Vincent van Gogh. Darüber hinaus beschäftigt er sich intensiv mit Jan Vermeer und John Constable. Zur zeitgenössischen Kunst findet Badt kaum ein Verhältnis.
Sein Hauptanliegen ist, das Besondere der künstlerischen Aneignung von Realität zu ermitteln und es als unersetzbar notwendig gegen das rationale Verhalten zu akzentuieren. So wendet er sich auch gegen die Unterordnung der Kunstforschung unter die allgemeinen Geschichts- und Kulturwissenschaften.
Badt war es wichtig, das spezifisch Künstlerische, also grundsätzliche Erkenntnisse über die Kunst herauszustellen: Dies sind nichtzeitgebundene, weiterwirkende Werte, die im Anblick der Dinge selbst in den Kunstwerken erscheinen:
„Das Kunstwerk wirft den leuchtenden Schein seiner Wahrheit aus sich heraus. Damit rührt es mich an, erhellt mich... Niemand, der diesen Schein, diese Erleuchtung, nicht erst einmal erlebt hat, kann je mit einer Interpretation eines Kunstwerks beginnen.“ Hier klingt bereits an, dass nur die großen Meisterwerke für Badt einer kunstwissenschaftlichen Beschäftigung wert waren.
Er sieht das Kunstwerk als zusammenhängendes Ganzes aus wertmäßig abgestuften Teilen und wendet sich damit gegen die Entgrenzung der Kunstgebilde in zeitgenössischen Kunstströmungen. Laut Badt bringt das Kunstwerk durch Wahl und Behandlung des Dargestellten ein humanistisches Ethos zur Anschauung („Die Kunst feiert ihren Gegenstand, indem sie ihn rühmt“). Hiermit versperrt er sich jedoch den Zugang zu diskursiv befragenden oder gar kritischen Gestaltungsweisen.
Die einzige Begründung, die kunstwissenschaftliche Bemühungen legitimiert, ist für Badt das Verstehen von Kunstwerken. Um zu diesem Verstehen zu gelangen, weist er jedoch jegliche Kategorisierung nach Stilgeschichte, Schulen oder ähnlichem zurück und bestreitet die Gesetzlichkeiten der Kunstgeschichte. Auch negiert er Bezüge des Kunstwerks zu seiner zeitlichen und örtlichen Entstehung zu Gunsten eines übergeschichtlichen Urphänomens aller wirklich großen Kunstwerke.
In Badts Kunstauffassung wird wahrer Kunstverstand nur einer auserwählten Minderheit zugebilligt, welche die Fähigkeit zur Divination besitze. Diese parareligiöse Verklärung des Professors zum Magier, der allein die richtige Deutung geben kann, war für alle Kunsthistoriker, die Kunstgeschichte im autoritätsfreien und dialogischen Diskurs erkunden wollten, nicht zu akzeptieren.
Badts Position und einzelne seiner Arbeiten hatte großen Einfluss auf die Kunsthistoriker Gertrude Berthold, Martin Gosebruch, Max Imdahl und den Sedlmayr-Schüler Lorenz Dittmann, der auch zwei seiner Veröffentlichungen ediert hat: Kunsttheoretische Versuche (1968), Paolo Veronese (1981).

## Werk

### Zu Lebzeiten
- Andrea Solario, Leipzig 1914
- Die Plastik Wilhelm Lehmbrucks. In: Zeitschrift für bildende Kunst, 55 (31) S. 169–182, 1920
- Die Gestalt Gauguins. In: wie vor, 56 (32) S. 120–128, 1921
- Cézanne-Ausstellung bei Paul Cassirer. In: Wie vor (Beilage), 57 (33) S. 179–182, 1921/1922
- Delacroix’ Drawings. Oxford 1946
- Constable’s Clouds. London 1950
- Eugène Delacroix. Zeichnungen, Baden-Baden 1951
- Die Kunst Cézannes, München 1956
- Drei plastische Arbeiten von Leone Battista Alberti. In: Mitteilungen des Kunsthistorischen Institutes in Florenz 8, 1958
- Raphael’s Incendio del Borgo. In: Journal of the Warburg and Courtauld Institutes 22, 1959
- Vier Städte. Geist und Gestalt. Berlin 1959
- Wolkenbilder und Wolkengedichte der Romantik. Berlin 1960
- Modell und Maler von Vermeer. Probleme der Interpretation. Eine Streitschrift gegen Hans Sedlmayr, Köln 1961
- Die Farbenlehre van Goghs, Köln 1961
- Raumphantasien und Raumillusionen. Das Wesen der Plastik. Köln 1963
- Eugène Delacroix. Werke und Ideale. Drei Abhandlungen., Köln 1965
- Kunsttheoretische Versuche. Ausgewählte Aufsätze. Köln 1968
- Die Kunst des Nicolas Poussin. 2 Bde., Köln 1969
- Ernst Barlach. Der Bildhauer. Neumünster 1971
- Eine Wissenschaftslehre der Kunstgeschichte. Köln 1971
- Das Spätwerk Cézannes. Konstanz 1971

### Postum
- Paolo Veronese. Hrsg. Lorenz Dittmann, Köln 1981
- »Mir bleibt die Stelle lieb, wo ich gelebt«. Erinnerungen an den Bodensee. Hrsg. Manfred Bosch (= Südseite. Kultur und Geschichte des Bodenseekreises, Band 2), UVK Verlagsgesellschaft: Konstanz und München 2012, ISBN 978-3-86764-358-0

## Nachlass
Ein Teil seines schriftlichen Nachlasses wird im Deutschen Kunstarchiv im Germanischen Nationalmuseum in Nürnberg verwahrt.

## Bilder
- o. J., o. T. (Das rote Haus von Kurt Badt bei Bodman)
- 1925, o. T. (Ludwigshafen, See-Ende)
- 1930, Kurt Badt, Selbstbildnis, Öl auf Leinwand, Sammlung Bodenseekreis

## Zitate
Rudolf Arnheim über seinen Schwager Kurt Badt:
„Meine älteste Schwester, Leni, heiratete den deutschen Künstler und Kunsthistoriker Kurt Badt, der von entscheidendem Einfluss auf mein ganzes berufliches Leben gewesen ist. Schon als Kind zeigte er mir Kunstwerke - sein Vater besaß Cézanne-Aquarelle, eine Delacroix-Magdalena und einen Lehmbruck-Frauentorso - nahm mich (mit) ins Museum und brachte mir Grundbegriffe der Kunst bei, die mich nie verlassen haben. Er spielte auch sehr gut Klavier, und eine Weile machten wir Kammermusik zusammen. Zur Zeit des Exils lebten er und meine Schwester in London, wo auch ich etwa zwei Jahre lang war. Dort sahen wir uns viel, übersetzten auch miteinander Dantes Purgatorium in deutsche Prosa.“
„… es gibt keine Arbeit von Badt, die nicht den Stempel persönlichster und unverwechselbarer Eigenart trüge … Er selbst hat Einsamkeit als die ‚Bedingung der Entfaltung von Geist und Seele‘ genannt.“
„Die Grundlagenforschung gehört zu den dringlichsten Aufgaben jeder Wissenschaft, weil sie diese fördert und zugleich über sie hinausgeht. Denn die Erforschung der Grundlagen einer Wissenschaft kann sich nicht darauf beschränken, zu fragen, ob die in ihr angewandten Methoden zureichend und genügend begründet sind; sie ist immer auch eine Erprobung des forschenden Gewissens, ein moralisches Anliegen, in dem gefragt wird, ob das Gewissen es noch vertreten kann, dass weiter geforscht werde, wie es bisher geschehen ist.“
„Aus der Erfülltheit des Seins erklärt sich die Neigung der Kunst zu Mythos und Sage und ihrer ‚vollen Identität‘, welche die Geschichte auflöst…“
„Das wesenhaft für sich allein Seiende (das Kunstwerk in seiner Abgeschlossenheit), Unzusammenhängende stiftet den Zusammenhang, daher hat der Zusammenhang den Charakter des Sprungs!“

## Ausstellungen
- April/Juli 2013, Rotes Haus – Galerie Bodenseekreis, Meersburg: Die wahre Schönheit der Dinge – Kurt Badt.[3]